# Dívida pública de Portugal

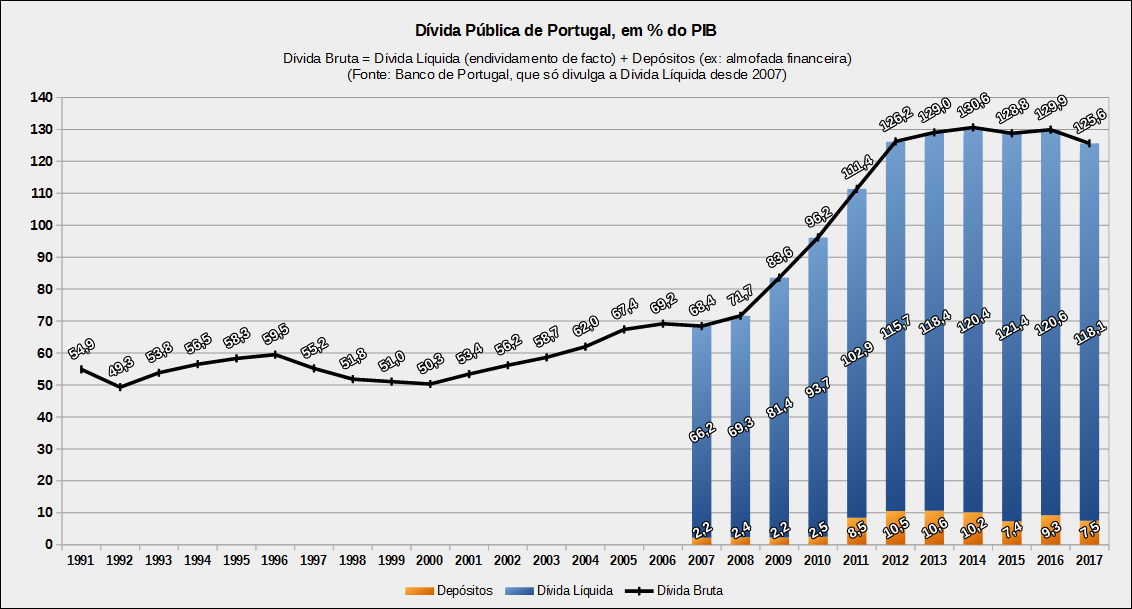
Dívida pública bruta em % do PIB de 1991 a 2017.
Dívida pública líquida e depósitos, ambos em % do PIB, desde 2007.

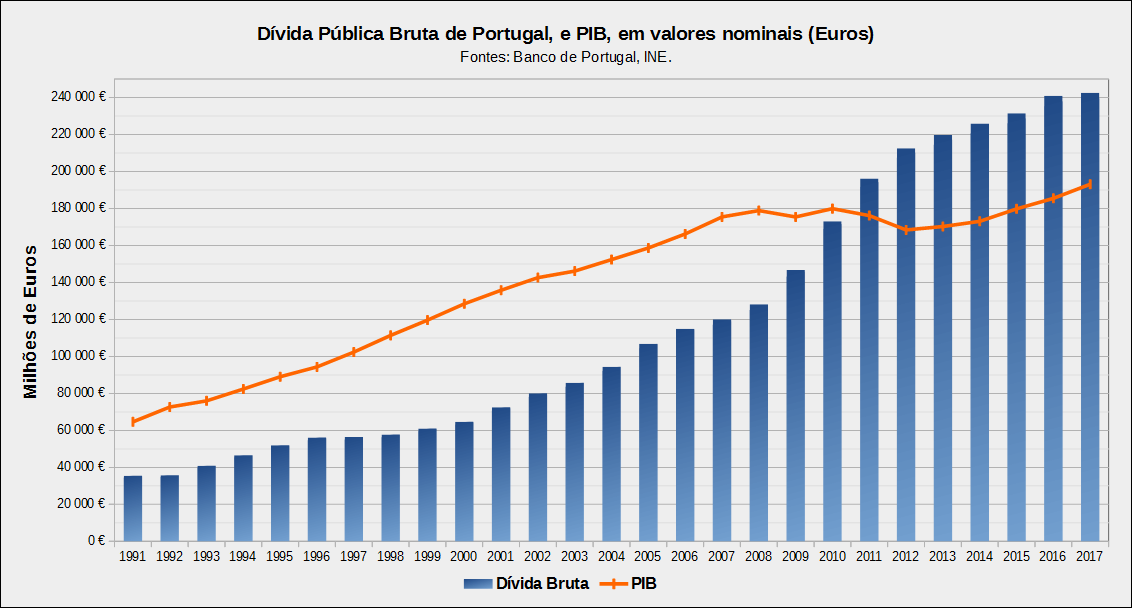
Divida Publica de Portugal, e PIB, em Euros, entre 1991 e 2017.
As barras azuis mostram o valor da dívida bruta, e a linha laranja mostra a evolução do PIB Nominal, permitindo a comparação dos valores em Euros.

A Dívida pública de Portugal, também denominada como dívida das administrações públicas de Portugal, é o valor que o Estado português deve, externa e internamente, através dos seus diversos compromissos financeiros.
No final do primeiro semestre de 2016, a dívida pública de Portugal situava-se, na ótica de Maastricht, em 131,6% do PIB, ou seja, cerca de 240 mil milhões de euros, valor que representa aproximadamente 23 mil euros por habitante. O valor em causa, corresponde aproximadamente a um ano e três meses de produção nacional.

## Crescimento da dívida
Houve dois períodos no princípios do séc. XXI, em que a dívida pública de Portugal teve um crescimento acentuado: o primeiro, a partir do ano 2000 em que a dívida pública portuguesa começa a ter um crescimento que muitos economistas consideraram preocupante, e que viria no seu entender a contribuir para criar no país uma crise estrutural; o segundo, após a crise  internacional da Grande Recessão iniciada em 2008, que provocou a crise das dívidas soberanas.
Sendo a dívida apresentada em percentagem do Produto Interno Bruto, ela é na realidade calculada como o rácio, ou seja a divisão, entre a Dívida soberana e o PIB de Portugal. Assim, o aumento da dívida após 2008, resulta também do facto, de que estando o PIB a diminuir, aumenta-se o referido rácio, mesmo que em teoria, em valores absolutos a dívida não aumente.

### Aumento da dívida em clima de austeridade
Houve alguns fatores, desde o início do programa de ajustamento financeiro que se deu início em 2011, que fizeram crescer a dívida pública, mesmo tendo havido corte da despesa. Eles são essencialmente três:
- Tendo havido recessão (à data de 2014, um decréscimo de cerca de 7% do PIB desde que começou a crise das dívidas soberanas) e sendo a dívida apresentada como um rácio onde no denominador consta o PIB, esse rácio aumenta exatamente porque o PIB diminui.
- Uma boa parcela da dívida até 2011 estava "oculta", pois apesar de tecnicamente ser pública, pois era devida por empresas públicas (Metro, CP, Carris, REFER, etc.) ou de empresas no perímetro do Estado, a mesma não era apresentada na contabilidade oficial da dívida. Desde 2011 que essa dívida tem passado gradualmente para o domínio do Tesouro, ficando as empresa públicas obrigadas a financiarem-se junto do Orçamento de Estado e não da banca comercial. A título de exemplo, à data da assinatura do memorando, só a dívida das empresas de transportes públicos rondava 17 mil milhões de euros, cerca de 10% do PIB.
- Tendo o BCE, a Comissão Europeia e o FMI emprestado a Portugal cerca de 78 mil milhões de euros (47% do PIB), aquando do memorando de entendimento, esse mesmo valor foi sendo gradualmente adicionado à dívida pública.

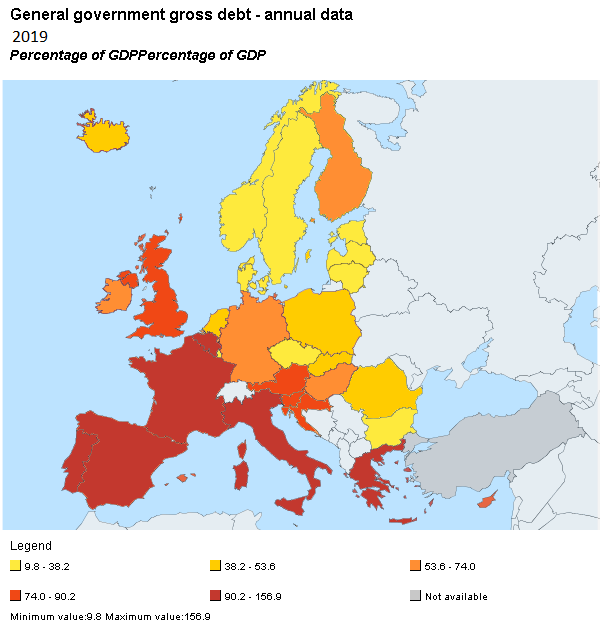
A dívida pública dos países da União Europeia, segundo o Eurostat

Tende-se a concluir que a subida da dívida pública relativamente ao PIB desde o início do programa de ajustamento, deve-se principalmente ao efeito acumulado da recessão, iniciada em 2009 e terminada em 2014, combinada com vários factores, tais como a reforma do Sistema Europeu de Contas Nacionais e Regionais introduzida em 2013, que levou à contabilização de dívidas ocultas de parcerias publico-privadas e de dívidas de empresas públicas, e o início de pagamentos de parcerias publico-privadas contratadas governos anteriores mas cujo início dos pagamentos tinha sido remetido para os anos seguintes.
Em 2014, aquando do fim do programa de assistência financeira, o XIX Governo Constitucional de Portugal também contribuiu para um aumento da dívida pública ao tomar a decisão de reter uma parcela do dinheiro concedido ao abrigo do programa para constituir uma almofada de liquidez para fazer face a despesas futuras, de maneira a permitir evitar recorrer ao mercado em condições desfavoráveis para o estado português. Em março de 2015, a almofada financeira acumulava 24 mil milhões de euros mas no final de 2015 os depósitos da Administração Central ficaram em apenas 13.25 mil milhões de €, o que levou à descida da dívida bruta para 129,0% do PIB. A dívida líquida só começou a descer em percentagem do PIB em 2016, mas como houve um aumento dos depósitos para os 17,28 mil milhões de €, isso fez com que o total da dívida bruta voltasse a subir para os 130,5% do PIB, segundo os dados do Banco de Portugal.

## Juros da dívida
Portugal tem pago por ano, tal como plasmado por exemplo no Orçamento de Estado para 2014, perto de 7,2 mil milhões de euros apenas em juros da dívida pública. Esse valor que representa cerca de 4,3% do PIB, é muito próximo daquele que o Estado gasta com o Serviço Nacional de Saúde ou com a educação, as maiores rúbricas do Orçamento de Estado. Os juros da dívida em termos financeiros, consomem o equivalente aos custos de um resgate de um BPN por ano.

## Variação da dívida nos diversos Governos Constitucionais

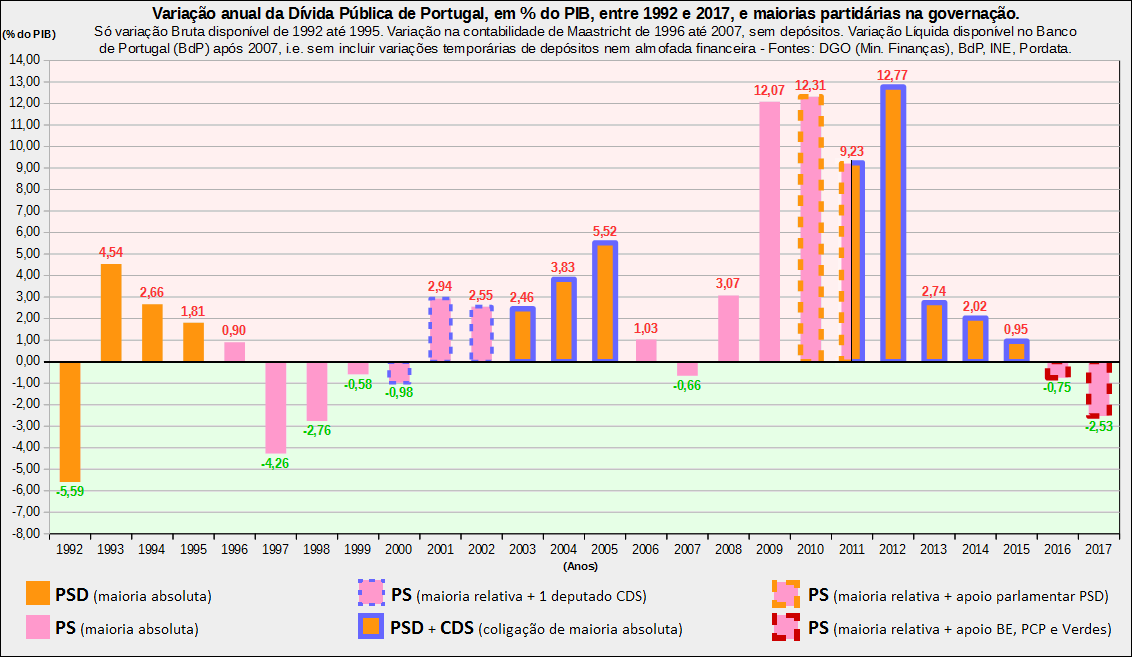
Variação anual da dívida pública bruta de Portugal, em % do PIB entre 1991 e 2017.
Cor das barras refere-se a partidos no governo que aprovaram o orçamento do respetivo ano, enquanto os contornos se referem aos partidos que compõem coligações de governo ou acordos parlamentares.
Desde que existem dados, a variação usada para melhor espelhar o endividamento de facto, é a da dívida pública líquida, pois não conta o efeito das subidas e descidas dos depósitos (ex: empréstimos não usados, como a almofada financeira).

A partir de 1974, a dívida esteve sempre em crescimento acentuado. Só a partir de 1985, com Cavaco Silva, a dívida se estabiliza. António Guterres, entre 1996 e 2000, faz um decréscimo da dívida durante 4 anos consecutivos. Durão Barroso e Santana Lopes fazem crescer a dívida com uma taxa anual aproximadamente constante. José Sócrates praticamente duplica essa taxa de crescimento. Em 2009 devido à crise das dívidas soberanas a taxa de crescimento aumenta grandemente, situação que se mantém em 2010 e 2011. O governo de Passos Coelho não consegue controlar essa taxa em 2012. Em 2013, apesar de a dívida continuar a ter uma taxa de crescimento positivo, essa taxa baixa drasticamente.
Desde 2005 que a dívida tem tido um crescimento considerado pelos economistas como causador de uma crise estrutural. Para esta contabilidade é preciso também considerar que a partir dos finais de 2009 deu-se a crise da dívida pública da Zona Euro.
No XVII Governo Constitucional de Portugal chefiado por José Sócrates, entre março de 2005 e outubro de 2009, a dívida cresceu 21% do PIB, cerca de 45 mil milhões de euros. Já no XVIII Governo Constitucional de Portugal também chefiado por José Sócrates, entre setembro de 2009 e junho de 2011, a dívida pública cresceu cerca de 24,3% do PIB, aproximadamente 44 mil milhões de euros. Conclui-se que nestes dois governos, ou seja durante os 6 anos e 3 meses dos XVII e XVIII Governos Constitucionais, entre março de 2005 e junho de 2011 a dívida cresceu cerca de 45% do PIB, ou seja, cerca de 90 mil milhões de euros, dando uma média de 1,2 mil milhões de euros por mês, 40 milhões de euros por dia, 30 mil euros por minuto ou cerca de 460 euros por segundo.
Desde a formação do XIX Governo Constitucional de Portugal em junho de 2011, chefiado por Pedro Passos Coelho, a dívida cresceu cerca de 14% do PIB, em termos nominais aproximadamente 29 mil milhões de euros.